# 勇気があれば
「勇気があれば」（ゆうきがあれば）は、西城秀樹の30枚目のシングル。1979年9月5日にRCAから発売された。

## 解説
デビュー曲「恋する季節」以来となる筒美京平作曲の作品である。過去のバラード曲のシングル作品「若き獅子たち」、「ブルースカイ ブルー」と比べると穏やかな曲調のバラードとなっている。
オリコンでは最高位3位を記録、100位内に19週ランクインし30.8万枚のセールスとなった。
TBS系『ザ・ベストテン』では「YOUNG MAN (Y.M.C.A.)」以来の第1位を獲得（2週）、1979年年間ベストテンの第16位にランクインした。
第21回日本レコード大賞では、外国人が作曲した作品は大賞が受賞できない、レコ大独自規定（2025年現在も存在する）で選考の対象外となった「YOUNG MAN (Y.M.C.A.)」の代わりに本作でノミネートされる 。大賞の決選投票まで残り、同じ筒美京平作曲の「魅せられて」（ジュディ・オング）との一騎打ちとなるが、僅差で大賞受賞とはならなかった。
歌謡ポップスチャンネルの「ファンが選んだベスト20」では第6位に選出された。

## 収録曲
（全作詞：山川啓介／作曲：筒美京平）
1. 勇気があれば
編曲：萩田光雄
2. IF（イフ）
編曲：船山基紀

## 「勇気があれば」のカバー
- テレサ・テン - 「如果我有勇氣」（中国語カバー）、1982年

## 収録アルバム
- 『SONGS/西城秀樹』